# GOD SAVE THE すげこまくん!
『GOD SAVE THE すげこまくん!』（ゴッド セーブ ザ すげこまくん）は、講談社の『週刊ヤングマガジン』および『ヤングマガジン海賊版』で1993年1月号から1998年3月まで連載された、永野のりこの漫画作品。
単行本（全12巻）とドラマCDが発売されているが、いずれも絶版・廃盤。2004年に日本文芸社からコンビニコミックとしてM1号と義男の話を中心に収録した『よりぬき!すげこまくんスペシャル〜愛の十字架編』が出版された。2016年には、復刊ドットコムからベストセレクションが出版された。

## 概要
『みすて♡ないでデイジー』と同様、マッドサイエンティストのメガネ少年がおかっぱ頭の可愛いヒロインをいじめるという、永野漫画の典型的な作品である。しかし少年誌やレディース誌に連載経験をもつ女性作家が、青年誌に緊縛・ボンデージなどを取り入れた型破りなギャグ漫画を描くというのは異色であり、注目された。
主人公のすげこまが担任の松沢をいじめ、クラス委員の藤江田がツッコミを入れるというのが基本パターンである。しかし中盤以降は「すげこま×松沢」「藤江田×ムラタ」「美奈世×ブルー」「えむ子×ヨシオ」という複数のカップルによる悲喜こもごものラブストーリーが展開していく。漫画情報誌「ぱふ」は最終巻のレビューにおいて、「SF変態ギャグ漫画の体裁を取ったスーパーラブストーリー」と紹介した。
タイトルであり主人公の呼称である「すげこま」とは「すげー困った子」の略と思われるが、主人公の本名なのかは定かではない。

## 主な登場人物
担当声優はドラマCDでの配役
すげこま（声： 山口勝平）
都立団栗山（どんぐりやま）高校に通う、メガネをかけたマッドサイエンティストの高校生。本名不詳（自筆の身上書には「菅駒すげこま」と書いている）。松沢先生が大好きだが、「向こうは自分のことなんて嫌っているに決まっている」と自分の本心を知られることを過剰に恐れ、事あるごとに白衣をまとい、松沢先生を「どタヌキ」「くそどブスチビ」呼ばわりしていじめ倒す。山の中の古びた洋館に独りで住んでおり、身寄りはいない。核ミサイルを保有するなど「個人軍事力世界一」を自称しており、日々怪しげな機械や怪獣、薬物などを作り出している。しかし、それらはもっぱら松沢いじめに使われている。基本的に松沢への対応は極めてサディズム的だが、松沢にコスプレしたM1号に叱られると興奮するというマゾヒズム的嗜好も持っている。特撮マニアで、『星雲仮面マシンマン』や『電光超人グリッドマン』などに詳しい。メガネが外れたときの顔を見られるのを嫌がっており、M1号がメガネを壊したとき、顔を隠して「メガネ取った顔見たら殺すぞ!」と叫んでいた。時折松沢の記憶を機械でコントロールし、「三太」と名乗って善良な青年のように振るまい、松沢と仲良くなろうとする。最終的には松沢と結ばれ、一緒に暮らすこととなる。
松沢まみ子（まつざわ まみこ）（声： 川村万梨阿）
すげこまの担任。童顔・巨乳（バスト94cm以上）・小柄（身長150cm）・おかっぱと永野作品の典型的ヒロイン。身寄りがなく、3歳のときに児童養護施設に預けられており、自分の誕生日も分からないままとなっている。聖フェリシア女子大学付属ひなぎく学園女子高等部を経て、学費・生活費を全額支給する「エイブリー奨学金」を受け聖フェリシア女子大学を卒業し、団栗山高校の教師となる。担当科目は公民科の倫理。背が低いのが悩みで、常に踵が異常に高いハイヒールを履いている。敬虔なカトリック信徒で、日曜や休日には日曜学校やバザーの奉仕に勤しんでいる。拉致・監禁、緊縛・拘束、スパンキング、恥ずかしいコスチュームなど、すげこまからの壮絶ないじめに耐えながらも、何とか彼を立ち直らせようと努力している。服装は仕事場ではブラウスとタイトスカートだが、普段着や水着などは露出が少なくフリルの多い、やや子供っぽいものを選ぶ傾向にある。好物はおでんで、特に好きな具はタコ。酒には非常に弱く、少量で酔っ払い、極端な笑い上戸となる。愛読書は三浦綾子の「道ありき」。好きな映画は「スケアクロウ」。美奈世がすげこまに好意を示していたことから、当初はすげこまは美奈世のことが好きなのだと思っていた。すげこまの作った機械が暴走し、胴体を切断されて死亡するが、すげこまの手によって蘇生される。その際、身長を少し伸ばされている。
藤江田純子（ふじえだ じゅんこ）（声： 佐久間レイ）
すげこまの同級生でクラス委員。自称宇宙人の母と、父親の違う幼い弟賢介（ケン坊）とのつましい三人暮らし。ファミレスやコンビニでのバイトに追われながらも、学校での成績は体育なども含め常にトップクラス。貧乏のため、松沢と同じく「エイブリー奨学金」での大学進学を目指している。変質者がどうにも許せない性質で、もっぱらすげこまの暴走を止める役割を背負わされている。登場当初は多少腕っぷしが強いものの普通の女子であったが、その後「まきざっぽ」を振り回してツッコミを入れる、宇宙船を操縦する、核ミサイルを素手で止める、すげこまの機械で変身・巨大化（ウルトラフジエダ、ゲヴァルトジュンコなど）するなど「ワヤなキャラ」化した。「まともでさわやか」なサッカー少年・盛田に憧れている。ムラタに付きまとわれて迷惑しているが、「まともでさわやか」にしているムラタに対してはまんざらでもない様子。普段は腰まで届かんばかりの黒髪ストレートのロングヘアだが、夏場になるとポニーテールにする。すげこまからは「格ゲー系（辮髪）?」と揶揄され激怒する。トラブルに巻き込まれ「エイブリー奨学金」受給の選抜試験を受けられず、働きながら夜学に進学を考えていたが、「本当のお父さん（に化けたムラタ）」からの資金援助で海外留学し、最終的には「世界にツッコミを入れる極東の大おやびん」として君臨する。連載終了後の読み切りでは、金正日と思われる人物にツッコミを入れている姿が確認できる。
丘本トモ子（おかもと ともこ）
通称「トモちゃん」。藤江田の親友でお下げ髪にメガネをかけた少女。普段はおとなしいが時折的確かつ辛辣なツッコミをする。
村田安廣（むらた やすひろ）（声： 西村智博）
通称「ムラタ」。筋肉質で角刈りの不良な同級生。実家は暴力団事務所で、父からは「ヤスぼん」と呼ばれている。ある出来事から藤江田を「おやびん」と慕うようになり、マゾヒスティックな愛情を抱いている。最終回では藤江田の舎弟になっている。
土屋美奈世（つちや みなよ）
お嬢様高校「花月院女学院」に通う（後半はほとんど母校には通わず団栗山高に入り浸る）美少女。土屋財閥の令嬢で、父の遺言によりほぼ全ての財産は美奈世の物となっている。結婚願望が強いデザイナーの雅代、婚約者のいるスチュワーデスの与志江、海外留学を控えた大学生の絵美の姉3人と豪邸に暮らしている。幼い頃誘拐され、10年近く軟禁状態となっていたトラウマから「自分は地底帝国の女王である」という妄想に逃避、傍若無人な性格となる。自分の秘密戦隊「地球征服戦隊MINAYO」をつくり、すげこま（イエロー）や北原（ブルー）、藤江田（ブラック）、M1号（ピンク）らを引き入れようとする。すげこまのことを普段は「三平くん」と呼んでいて、一定好意を示すような素振りを見せる。最終的には北原のアイディアで北原と地下帝国をテーマパーク化し、その女王として君臨する。
北原涼太（きたはら りょうた）
すげこまの同級生。内向的・自虐的な性格で、学校には余り出席せず、たびたび暗い内容の詩をつぶやいている。美奈世に一目惚れし、彼女の暴虐にも諾々として耐える。美奈世からは戦隊員として「ブルー」と呼ばれている。粗末な長屋に1人で暮らしていたが、後に美奈世の屋敷に住み込む。途中、美奈世と仲良くなるためにすげこまに頼んで女体化する薬を打ってもらっていたりした。その時は「涼子」と名乗っていた。
M1号（声：川村万梨阿）
すげこまが製作した松沢先生そっくりのダッチワイフロボ。性処理、家事、ストレス解消、生活費稼ぎ（赤ペン先生の内職など）などに使われていたが、自我が芽生えすげこま宅から逃走、偶然出会ったヨシオの部屋に転がり込み、土木作業員やミナヨの秘密戦隊メンバー「マゼンダ・ピンク」などのアルバイトをしてヨシオを支える。しかし常にすげこまの身を恐れながらも案じている。ヨシオとの同棲生活では「雨宮えむ子」と名乗っている。皮膚に当たる表面の部分は傷を負ってもすぐ修復されるように出来ている。これはすげこまが「処女膜がすぐに再生し、いつでも初めての感覚を味わえるようにするため」にしたもの。名前はウルトラQに登場した怪獣、「人工生命 M1号」から。ヨシオを好きになったのは、「メガネ男子を好きになる」というプログラムをすげこまにインプットされていたため。頭脳は明晰で、円周率はコンマ以下も無限に言うことができ、相対性理論も世界中のありとあらゆる仮説を含めて説明できる。力も強く、建設現場のバイトでは鉄骨を素手で軽々と持ち上げていた。左手の傷が治らなくなったことでヨシオとの間に誤解が生じ、最終的に暴走したヨシオから破壊されそうになるが、ヨシオに愛を説いて壊れていく。その後残骸はすげこまによって、永遠に宇宙をさまようようにさせられた。AIはすげこまのコンピュータの中に残っている。
雨宮義男（あまみや よしお）
漫画家を目指す内気でネガティブな性格のメガネをかけた青年。すげこま宅から逃走してきたM1号と同棲する。M1号がロボであることは知らない。会社勤めをしていた頃は、社長の息子（若旦那）にいじめられていた。偶然見かけた松沢先生をM1号と間違えたことがきっかけで奇行を繰り返すようになり、精神崩壊しかけるが、M1号や『月刊ドッカン』担当編集者・羽根木らの支えで立ち直る。ペンネームは「ケロ森ヨシオ」で、当初は独白漫画「夢の島少女」といった暗い作品を描いていたが鳴かず飛ばず、その後M1号をモデルにした学園SFラブコメ萌え漫画「宇宙少女PP（プリティープリティー）えむ子ちゃん」でブレイクする。「えむ子ちゃん」はすげこまも愛読している。M1号の左手の傷が治らなくなったことで、M1号は左手に包帯を巻いてごまかすが、義男は「自分が用意した婚約指輪を着けることを拒否している」と思い込み、猜疑心を深める。猜疑心から暴走し、松沢をM1号と勘違いして拉致する。「松沢とM1号は同一人物ではない」と誤解は解けたが、暴走してM1号の破壊を試みる。しかしM1号が語る義男に対する愛情や、周囲の支えもあり、最終的には漫画家として復帰する。
羽根木（はねき）
『月刊ドッカン』の編集者で、義男の担当者。「宇宙少女PPえむ子ちゃん」の登場人物、えむ子とシゲルのモデルがM1号と義男であることを見抜き、「愛のある作品」と評価した。義男の精神が崩壊しそうになったときも、厳しい言葉を浴びせながらも漫画家として復帰できるように全力で支えた。
栗山くぬぎ（くりやま くぬぎ）
すげこまたちの1年下の下級生。虫マニアで、すげこまの開発した巨大クワガタ「クワ太」を、「シザーヘッドくん」と名付けて飼い慣らし、乗りこなしている。北原を「幼虫」、甲野を「カナブン」など、他人を何でも虫に例えて会話し、話題は全て虫に関するもののため、周囲からは不快がられている。すげこまも彼女に対しては分が悪い。最終回では国語教師をしている姿が確認できる。
甲野公男（こうの きみお）
太めのいじめられっ子。くぬぎから「カナブン」と呼ばれ、くぬぎのことを不快に思う。しかしくぬぎに絡んでいた不良たちや暴走したクワ太からくぬぎのことを守ったことから、くぬぎと親しくなる。
柏木三太（かしわぎ さんた）
通称「ドクター柏木」。アメリカのミスカトニック大学で心理学の研究をしていた科学者。松沢先生のお見合い相手として忘れた頃に現れる。一見マッドサイエンティスト風でやや偏執的な傾向はあるものの、料理が趣味で幸せな家庭に憧れる比較的まともな一般人。結婚願望が強い。異性のファッションに対する好みは極めて悪趣味。最終的に雅代と結婚し、一女をもうける。
木村（きむら）
通称「らりぱっぱ木村」。眼鏡をかけた、長身長髪の不良少年。やたらと薬物（ドラッグ）関係に強い興味を示す。時々ムラタとつるんでいる。最終回では医者になっている。
盛田（もりた）
サッカー部の少年。爽やかな外見で、藤江田に憧れられている。一方彼は藤江田を「スゲえ（ワヤな）女」と思い、遠ざかろうとしている。性格や口調は荒っぽい。連載終了後の読み切りで、トモ子と手をつないでいるのが確認できる。
みみ子（みみこ）
バレンタインデーになると男子にチョコを配る少女で、すげこまの下級生。当初は思わせぶりな態度ですげこまにチョコを渡そうとしたが、実は自身が「大世界アルテミス教団」教祖であり、チョコ配布はその慈善事業（義理チョコ）であることを明かしすげこまを激昂させた。
藤江田の母
純子の母。バツ2のシングルマザー。当初は夜の仕事で家計を支えていたが、後に宇宙人を自称し周囲にトラブルを起こすようになる。
藤江田賢介（ふじえだ けんすけ）
通称「ケン坊」。純子とは異父姉弟。まだ幼児であり、しばしばお漏らしをする。すげこまに薬物を投与されるなどの被害に遭う事もある。ウルトラマンなどの特撮が好き。最終回では高校生に成長し、お漏らし癖も治っている。
みちゃ子
ひなぎく学園時代からの松沢の友人。すげこまが松沢を追っかけている理由を「松沢のことが好きだから」と真っ先に見抜いた。髪型はウェーブのかかったロングヘア。
ヨーコ
ひなぎく学園時代からの松沢の友人。3人中最初に結婚した。髪型はショートヘア。
山本先生
本来のすげこまの担任。松沢に一目惚れしたすげこまに病院送りにされ、副担任だった松沢が担任になっていた。体調復帰後も「すげこまは手に余る」と担任就任を拒否し、松沢が引き続き担任を務めることとなった。
校長先生
団栗山高校の校長先生。ハゲ頭で気さくな性格。すげこまからは「おっさん」呼ばわりされている。
コモル・チュー太
本名・塚中盛男（つかなか・もりお）。『月刊ドッカン』『ロリっ子みゃんみゃん』などに連載を持つ漫画家。〆切寸前で原稿を落としそうなヨシオを羽根木の依頼で手伝う。ロリータファッションに身を固めた妻のミカ（ミカリン）も漫画家。娘が1人いる。永野の他作品『土田くんてアレですね!』からのゲストキャラ。
らら子先生
臨海学校での水泳指導の先生。奇抜で派手な衣装で、空気が読めない性格。『みすて・ないでデイジー』からのゲストキャラ。

## 単行本
全12巻。現在は講談社サイトなどで電子書籍として読むことができる。
エピソードの中にはタイトルに「ART-MANIA～美術館で会った人だろ～」と付けるなど、テクノポップ、ニュー・ウェイヴの影響がみられるものもある。

## ドラマCD
『ウルトラ総進撃』と称して、円谷プロダクションの許可を取り、ウルトラ怪獣が多数出てくる。単行本第1巻に収録されている「M1号の逆襲」もドラマ化されている（「漫画を見ながら聴いてね」と松沢からアナウンスされている）。冒頭では作者の永野自身が主題歌「ラジオボーイ」を歌っている。ドラマの区切りにも永野のナレーションが入る。後半では公募で選ばれたファンが、オリジナルシナリオで声優に挑戦している。
ブックレットには各キャラの身長早見表やレザーベルトで緊縛された松沢、ラバースーツを着せられ拘束された松沢のイラストなどが掲載されている。
アナウンサー役として山口由里子などが出演している。